# Psychotria paniculata
Psychotria paniculata är en måreväxtart som först beskrevs av Jean Baptiste Christophe Fusée Aublet, och fick sitt nu gällande namn av Ernst Adolf Raeuschel. Psychotria paniculata ingår i släktet Psychotria och familjen måreväxter. Inga underarter finns listade i Catalogue of Life.